# Buccinaria loochooensis
Buccinaria loochooensis is een slakkensoort uit de familie van de Raphitomidae. De wetenschappelijke naam van de soort is voor het eerst geldig gepubliceerd in 1961 door MacNeil.